# Peaugres
Peaugres – miejscowość i gmina we Francji, w regionie Owernia-Rodan-Alpy, w departamencie Ardèche.
Według danych na rok 1990 gminę zamieszkiwało 1 456 osób, a gęstość zaludnienia wynosiła 101 osób/km² (wśród 2880 gmin regionu Rodan-Alpy Peaugres plasuje się na 581. miejscu pod względem liczby ludności, natomiast pod względem powierzchni na miejscu 811.).